# Шар улетел
«Шар улете́л» — картина советского художника Сергея Лучишкина. Написана в 1926 году, с 1927 года входит в постоянную экспозицию Государственной Третьяковской галереи в Москве.
Картину называют самым известным полотном Лучишкина, его самой примечательной работой.

## История
По словам художника: «Сюжет этой картины возник как бы изнутри, от смутного чувства утраты желаемого, столь часто охватывающего нас в детстве и, увы, сопровождающего нас всю жизнь».
Лучишкин представил «Шар улетел» на третьей выставке объединения «ОСТ» в 1927 году. Директор Третьяковской галереи Игорь Грабарь купил картину для галереи (вместе с другой картиной Лучишкина «Среди деревьев (Лыжники)»), и она попала в постоянную экспозицию. В 1932 году в Ленинграде состоялась итоговая выставка «Художники РСФСР за 15 лет», для которой Грабарь выбрал две работы Лучишкина, в том числе «Шар улетел». Однако, когда в начале 1933 года выставка переехала в Москву, нарком просвещения А. С. Бубнов увидел на ней фигурку повесившегося самоубийцы, и картина была снята.

## Описание
На картине изображены пустой двор и «высокие дома, словно зажимающие пространство между ними». Изображение тянущихся кверху домов заострённо-подчёркнуто строится по принципу сферической перспективы. Оба дома, расположенные близко друг к другу, производят впечатление городского неуюта, который усиливается унылым жёлтым колоритом полотна и тёмными пятнами окон. Проём между домой с тыльной стороны наглухо закрыт забором.
На дальнем плане, ограниченном забором, стоит девочка в голубом платье, которая смотрит на улетающий в бескрайнее пространство красный шарик. Два основных героя картины, девочка и шарик, равноудалены от точки зрения, при этом оба они выглядят равноправными и при этом незначительными по сравнению с гигантской пустотой бытия. В окнах видны сцены повседневной жизни обитателей многоэтажек: показана отнюдь не счастливое будущее советского человека, а далёкая от романтичности повседневность. Трагическим знаком является висящая фигурка самоубийцы в одной из квартир.
Сам художник так описывает приём, найденный им при работе над картиной и до него «никем не использованный»:
Это сферическое построение перспективы. Обычно в решении пространства картин применяют линейную перспективу, построенную на точке зрения, горизонте и точке отдаления. Я же пришел к выводу, что точка отдаления, а значит и построение перспективы может ориентироваться не на линию горизонта. Например, когда я смотрю в колодезь, сокращение его стенок дает перспективу, которая строится по линии моего зрения. А если я смотрю на небо в проёме домов, перспектива их стен уходит вверх тоже по линии моего зрения. Вот и получается, что всё видимое нами охватывается сферически; перспектива получается не линейной, а многократно изменяемой направлением зрения (а не горизонтом), т.е. сферической. Вот по этому принципу я и построил перспективу домов в своей картине.

## Оценки
На картине художник стремится в образной форме передать неосуществлённую мечту ребёнка. Сам Лучишкин отмечал в воспоминаниях, что в картине «отразилось детское ощущение себя, маленького, на дне двора-колодца в середине многоэтажного доходного дома, воспоминание о замкнутой там жизни, сценки которой мелькали в окнах этажей, и вечно присущей людям несбыточной мечте, улетающей, как воздушный шарик».
Образ реальности, созданный в картине, идёт вразрез с официальным советским искусством 1920-х годов. Перед зрителем «открывается странность городского мира и разъединённость людских существований в нём».
По мнению Ольги Бурениной, воздушный шар, который не смогла удержать девочка и «по форме изоморфный нулю», является образом отрыва от обыденности и прорыва в новое некодифицированное пространство, начинающееcя на картине там, где кончаются узкие и унылые колонны жилых домов.
Вадим Михайлин называет картину «одним из самых безнадёжных по настроению визуальных текстов во всём советском искусстве». Он обсуждает картину в связи с одной из сцен фильма «А если это любовь?» Юлия Райзмана (1961), в которой мальчик во дворе перерезает нитку, на которой держится шарик, и тот взмывает вверх, пролетая мимо окна главной героини. В этой сцене автор видит отсылку к песне Булата Окуджавы «Голубой шарик» 1957 года, а также к картине Лучишкина. При этом он предполагает, что картина послужила источником для сюжета песни Окуджавы. В отличие от девочки у Окуджавы, девочка на картине не плачет: «она просто стоит, спокойно и отстранённо, как будто смирившись с ролью незначительного и почти неодушевлённого участника ситуации».